# Алексиначка гимназија
Алексиначка гимназија је једна од четворогодишњих средњих школа на територији општине Алексинац и функционише у оквиру образовног система Републике Србије.

## Историјат
Гимназија у Алексинцу спада у ред најстаријих школа у Србији, основана је 9. јуна 1865. године Указом Кнеза Михаила Обреновића, као гимназија Реалка са двогодишњим школовањем. За зграду гимназије узета је зграда општине подигнута 1863. године. Фебруара 1867. Алексиначка општина је поднела молбу Министарству просвете да се у Алексиначкој гимназији отворе још два разреда, но молба није усвојена, све до 1879. године, када је отворен трећи, а јула 1881. и четврти разред.
Нова зграда гимназије је подигнута у периоду 1935 — 1936. године, у којој је гимназија започела рад 1. октобра 1936. године. Реформом школског система, 1955. године гимназија је задржала више разреде и постала четвороразредна. Од  децембра 1959. године, школа носи назив Гимназија „Дракче Миловановић”. Од школске 1959/60. године уводе се два смера: друштвено-језички и природно-математички. Гимназија се 1963. године пресела у зграду Учитељске школе. Године 1969. зграду је захватио пожар и она је изгорела до темеља. Након пожара се гимназија сели у новоподигнуту зграду Учитељске школе, у којој је Учитељска школа радила од 1963. године. За потребе Гимназије саграђена је нова зграда након пожара, у коју се уселила октобра 1971. године. Реформа средњих школа почела је школске 1977/78. године, када су укинуте гимназије и средње школе, а уместо њих је уведена јединствена средња школа, која је у 1. и 2. разреду имала заједничке основе за стицање општег образовања, а у 3. и 4. разреду је следило усмерено образоване за разне струке и занимања, као што је правно-биротехничар,  техничар за биологију, хемију и физику. Гимназија је постала јединствена средња школа под називом - Образовно-васпитна организација. Од школске 1986/87. године почело је усмеравање по струкама од првог, уместо од трећег разреда. Од школске 1990/91. године Гимназија добија два смера, као и раније, друштвено-језички и природно-математички, које је задржала до данас.
Од 2004. године гимназија носи данашњи назив, а од школске	2014/15.године поред задржаних смерова, уводи се и српско-руско билингвално одељење, природно-математичког смера.

## Гимназија данас
Алексиначка гимназија располаже библиотеком, богатог библиотечког фонда од преко 25.000 књига и читаоницом у склопу библиотеке. Свечана сала је изграђена 2004. и место је одржавања трибина, предавања или редовних часова. Постоје два образовна смера:  друштвено-језички и природно-математички, а од 2014/15.године, једно одељење природно-математичког смера је билингвално, српско-руско. Кабинети су добро опремљени.
Године 2010. школа је добила салу за рекреацију ученика и професора, а 2011. је отворена Школска задруга, где ученици могу пласирати своје идеје, материјализоване кроз школски часопис „Гимназијалац”.  Сем овог школског часописа, постоји и годишњак „Трагања”, као мултидисциплинарни, јер обједињује резултате трагања из разних области, а прилоге пишу професори, некадашњи ученици и сарадници школе. Школа има оформљен мешовити хор и оркестар, који сем редовних активности у школи, одлази и на смотре на нивоу града или региона.
Школа је носилац културних активности у општини Алексинац, путем јавних трибина, предавања, хуманитарних акција, а сарађује и са локалним институцијама (локалном самоуправом, Центром за културу, позориштем Театар 91, библиотеком Вук Караџић, Отисом, Црвеним крстом...). Организује спортска такмичења, а такође и посете спортско-рекреативном центру Чаир у Нишу, где према интересовањима, ученици иду на пливање или клизање. Има добру сарадњу са ИС Петница, у коју  одлазе ученици из области хемије, физике, информатике, биологије итд.
На међународном плану ученици  првог и другог разреда школе, након положених тестова у оквиру Програма америчко-српске размене FLEX, одлазе у Америку на годину дана, а по повратку настављају школовање у матичној школи. Такође, у оквиру сарадње са професорима и ученицима Прве мариборске гимназије, два пута годишње, ученици и професори остварују размену из различитих предмета, присуствују часовима и размењују искуства. Као саставни део часова верске наставе, ученици одлазе на организовани излет до Сремских Карловаца, у пратњи вероучитеља и професора српског језика и књижевности. Ученици завршних разреда одлазе на екскурзије до Чешке Републике, Мађарска, Аустрије, Немачке и Италије.
Школске 2018-2019, 2019/2020. Ученици српско-руског билингвалног одељења су били на размени у Русији и тиме остварили међународну сарадњу.
Као знак добродошлице новим гимназијалцима, ученици припремају Дан Отворених врата и на тај начин их уводе у живот и рад ове школе, путем радионица, књижевних вечери, спортских такмичења или представа. Новинарска секција „Hermes-Press” редовно прати сва школска догађања, од спортских дешавања, такмичења, смотри, хуманитарних акција, до студијских  путовања и екскурзија. На крају године, традиционално, 9. јуна, школа организује свечану доделу диплома, а најбољи ученик има част и привилегију да понесе „Златну петицу”, симбол континуираног рада, као круну успешног гимназијског образовања.